# Giba Antal
Giba Antal (Békés, 1797. – Szénás, 1846. augusztus 10. után) magyar földmérő mérnök.

## Életpályája
Az Institutum Geometricumban végezte tanulmányait. 1819-ben részt vett Pest város első szintezésében. Föld- és vízmérői diplomáját 1824-ben szerezte meg Pesten. Diplomáját Csanád vármegyében az 1824. évi közgyűlésen hirdették ki. 1819–1820 között a makói tanyaföldeket mérte fel. 1819–1825 között a csanádi püspökség makói uradalmában dolgozott. Az 1821-es makói árvíz után Makó, szentlőrinci városrészének rendezési tervét készítette el. 1824-ben a város belterületét mérte fel. 1825-ben a kataszteri összeállítást fejezte be. 1825. augusztus 23-án Csanád megye tiszteletbeli, 1825. november 25-től rendszerinti földmérője lett. 1844-ben Szegeden, Cegléden, Püspökladányban dolgozott. 1844 őszén került Nagyszénásra.

## Munkássága
Nagy teherbírású, aktív mérnök volt. A makói évek után földmérői vállalkozásba fogott. Megpályázta és elnyerte Szeged teljes határa új felmérésének és főkönyve megszerkesztésének összes feladatát. Maroslelét és a földeáki rétségeket is felmérte. Cegléd városrendezését is elvállalta. Egy év alatt befejezte Hódmezővásárhely határmérését. Püspökladány árvízmentesítését először tervezte meg. Az 1840-es nagy tűzvész után az ő nevéhez fűződik Püspökladány újbóli felmérése és szabályozása. A leégett Bodó, Darányi-telep és az egész település az ő tervezése nyomán nyerte el alakját. 1031 telket mért ki, amelyek csak később épültek be teljesen. A nagy szegedi vállalkozása után a Torontál megyei csákovai birtok földmérője lett. 1836–1844 között mintegy 500 térképen volt olvasható névaláírása.

## Magánélete
Magánélete rendezetlen volt, Varga Katalinnal élettársi viszonyt tartott fent. Hét gyermeke született, akik az anyjuk nevét kapták: Antal (1825-?), Rozália (1827-?), Julianna (1829-?), Ferenc (1932-?), László (1833-1834), Mária (1837) és László (1839). A születési anyakönyvben az apa neve kihúzva, és bejegyezve: „házasságon kívül, törvénytelen ágyból, fattyú”.

## Épülettervei
- Lakóház (Makó, Szent János tér 40.)
- Korona Szálló (Makó)
- Makói városháza
- Szent Anna-kápolna (Makó)

## Emlékezete
1986-ban, Makón emléktáblát avattak tiszteletére.

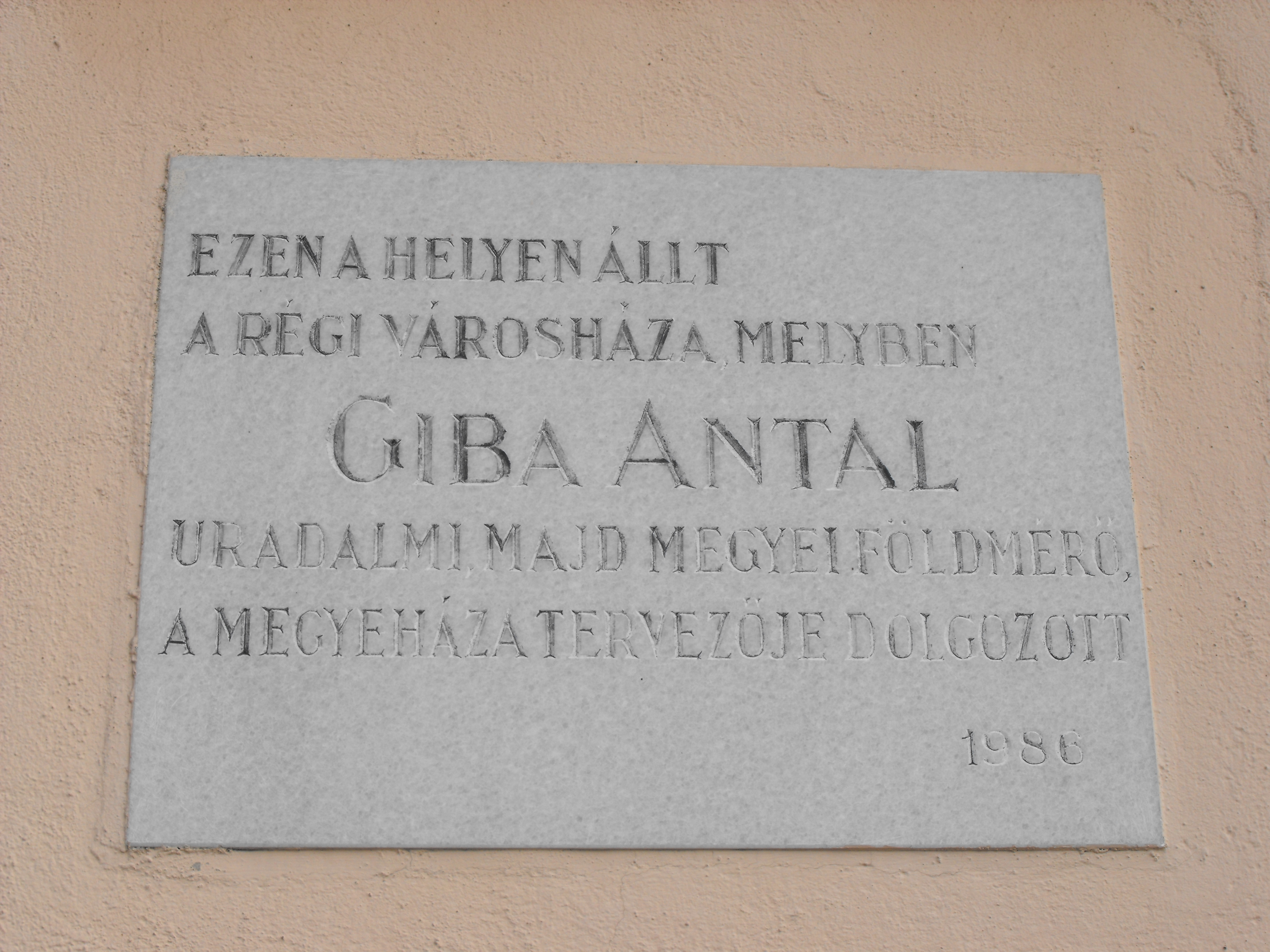
Giba Antal földmérő és városháza épületének tervezője emléktáblája Makón, Mikes Kelemen utca 39.